# Федосово (Тёмкинский район)
Федосово — деревня в Тёмкинском районе Смоленской области России. Входит в состав Кикинского сельского поселения. Население — 14 жителей (2007 год). 
Расположена в восточной части области в 15 км к северо-западу от Тёмкина, в 26 км юго-восточнее автодороги М1 «Беларусь». В 0,1 км южнее деревни расположена железнодорожная станция О.п. 36-й км на линии Вязьма — Калуга. 

## История
Крайняя дата упоминания в систематических списках 1811 год. В Списке населенных мест за 1859 год под номером 11876 - в деревне Федосово было всего 12 дворов с населением 106 человек (52 м.п. и 54 ж.п.) с положением при безымянном овраге, являлась владельческой деревней. В Списке населенных мест за 1904 год: дворов - 27, число жителей 150 (70 м.п. и 80 ж.п.), и имелась земская школа, два торговых чулана и кузня, относилась к Кикинской волости.
В годы Великой Отечественной войны деревня была оккупирована гитлеровскими войсками в октябре 1941 года, освобождена в марте 1943 года.